# Göteborgs-Posten
Göteborgs-Posten (GP) är en svensk dagstidning, grundad 1859 och vars främsta spridningsområde är Göteborg med omnejd. Med en upplaga på 126 700 (2021) är tidningen Västsveriges största morgontidning, och tillsammans med sitt digitala material på GP.se når tidningen 600 000 läsare om dagen. Göteborgs-Posten ingår idag i Stampen Media, vars majoritetsägare är norska Polaris Media.
Fram till år 2016 låg tidningens tryckeri i Backa på Hisingen, det flyttade därefter till Landvetter. Kontor och redaktion ligger i GP-huset vid Polhemsplatsen i centrala Göteborg. Papperstidningen bestod fram till i varje fall 1990-talet av 40 % annonser och var därmed Göteborgs största annonsmedium sedan 1944. Politiskt betecknar sig tidningens ledarsida som "oberoende liberal"
År 2016 ansökte moderbolaget Stampen om företagsrekonstruktion. År 2019 köptes Stampen media av norska Polaris Media, tillsammans med svenska NWT Gruppen och VK-Media. Under de följande fem åren, fram till 2024 ökade antalet digitala läsare av GP med 166 %.

## Historik

### Föregångare
En föregångare till dagens GP var Götheborgs-Posten, som gavs ut med två nummer i veckan. Första numret kom ut den 4 maj 1813, och tidningen gavs ut fram till 1816 av boktryckaren och redaktören Georg Löwegren. Denne hade redan i maj 1809 fått utgivningsbevis för en tidning med samma namn, vilket förnyades den 6 februari 1813. Tidningen ägdes 1816–1832 av G.M. Gillberg, som även var redaktör.
Andra gången en tidning med namnet Götheborgs-Posten startades var den 2 januari 1850. Tidningen gavs ut av handlanden A. Backlund, trycktes hos Anders Lindgren och kom ut två gånger i veckan, onsdagar och lördagar, med undantag för sex månader under år 1850, då den utgavs som varannandagstidning, fyrsidig och trespaltig. Den kostade 3 riksdaler 16 skilling banko om året och upphörde den 28 juni 1851.

### Från Bonnier till Hjörne

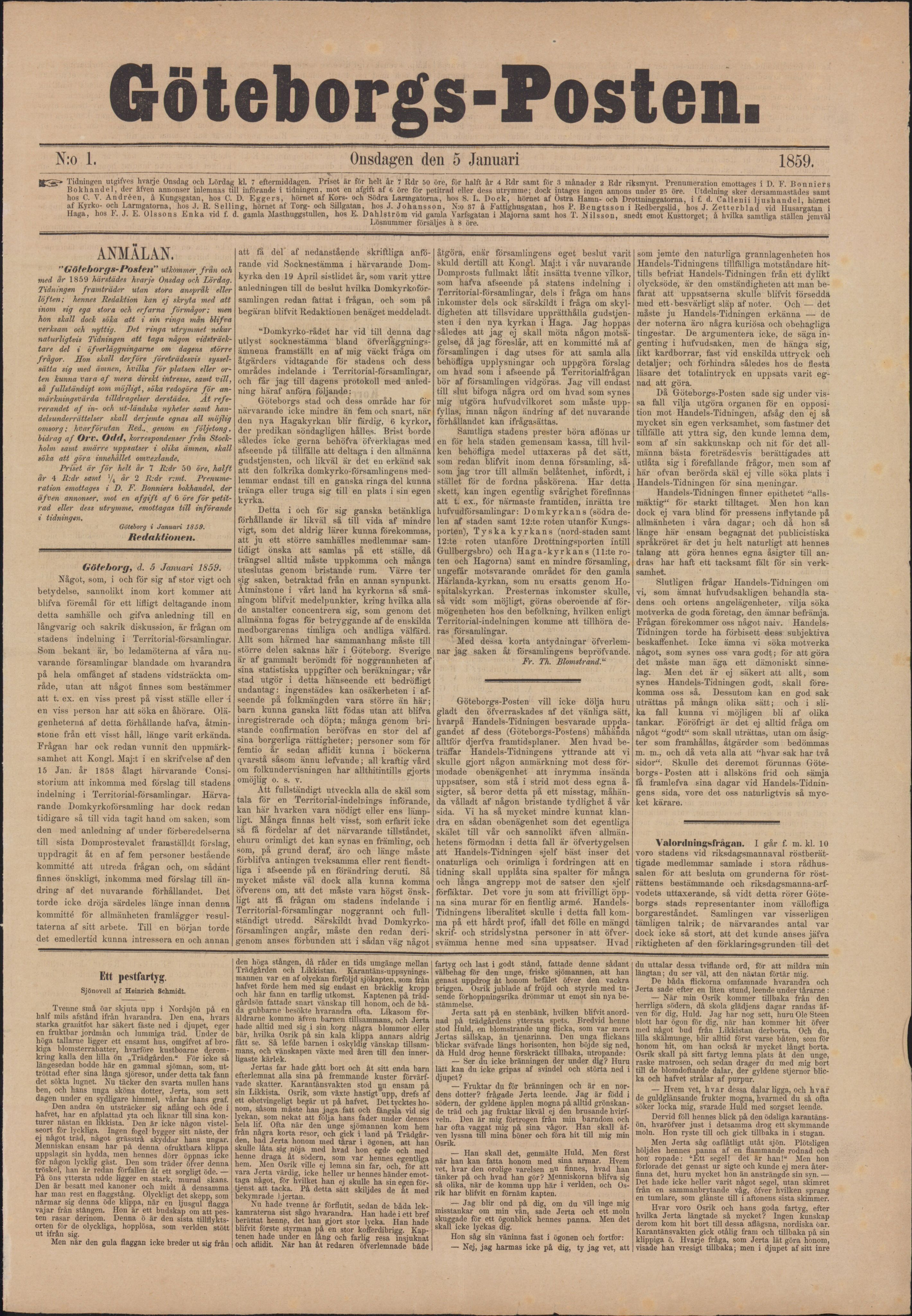
Göteborgs-Posten 5 januari 1859.

Den nuvarande tidningen grundades av bokhandlaren och entreprenören David Felix Bonnier. Efter ett provtryck 31 december 1858 skedde regelbunden utgivning från och med 5 januari 1859. Utgivningsbevis utfärdades för Karl Emil Nikolaus Lindberg, som var ansvarig utgivare åren 1858–1863.
Därefter övertogs redaktörskapet 1863–1869 av Bonnier själv. Tidningen utkom då med två nummer i veckan – onsdag och lördag. Redaktörer under 1800-talet var därefter Otto Thulin 1870–1872, Fredrik Åkerblom 1873–1893 och Carl Axel Stål 1893–1896. Tidningens upplaga var under det första utgivningsåret cirka 1 000 exemplar, en tredjedel av vad konkurrerande Göteborgs Handels- och sjöfartstiding hade.
GP:s första redaktionslokal låg på Torggatan.[källa behövs]
Sedan 1872 har GP varit en regelbundet utgiven tidning. År 1860 började den att utges sex dagar i veckan. År 1873 övergick tidningen till ett aktiebolag (Göteborgs-Postens Aktiebolag) samt fick Fredrik Åkerblom till ansvarig utgivare och huvudredaktör efter att han köpt den av Felix Bonnier för 100 000 riksdaler. GP försvann därmed ur Bonniersfären.
Tidningen intog redan från början en unionell och skandinavisk hållning. I inrikespolitiken först moderat liberal och i religiösa frågor än mera liberal, blev tidningen under Åkerbloms ledning utpräglat konservativ. Tidningen såldes 1896 till ett nytt bolag, Göteborgs-Postens Nya Aktiebolag, i vilket Skandinaviska Tryckeri AB var starkaste intressent, och samma år förändrades tidningens hållning till liberal. Redaktör fram till 1904 blev Valfrid Södergren. Tidningens förra redaktion bildade däremot en ny konservativ tidning, Morgon-Posten. År 1904 inköptes GP av Edvard Alkman, som också blev dess huvudredaktör och gav densamma en utpräglat frisinnad hållning, varjämte särskild uppmärksamhet ägnats åt kulturella frågor, litteratur och konst. Harry Hjörne tog över ägandeskap och redaktion den 29 april 1926. Samtidigt lade han grunden till tidningens idrottsredaktion, genom att knyta en fast medarbetare till enbart idrottsbevakning. Denne skulle producera minst en daglig idrottssida samt 5-6 sidor på måndagar.
Första idrottsreferatet i GP var den 6 augusti 1896 under rubriken "Sportverlden" och en tävling om Skaraborgs skytteförbunds vandringsstandar bland sju av länets skyttegillen. Gustaf Theodor Selldin fick Hjörnes uppdrag att organisera sportredaktionen. Han anställdes 1918. Dagen efter att Ingemar Johansson blivit världsmästare i boxning 1959 sattes ett upplagerekord med 322 000 tidningar. Det står sig än idag.
Först 1939 började tidningen ges ut sju dagar i veckan. År 1969 avled Harry Hjörne och hans son Lars Hjörne efterträdde som chefredaktör och ansvarig utgivare.

### 1970-talet och framåt

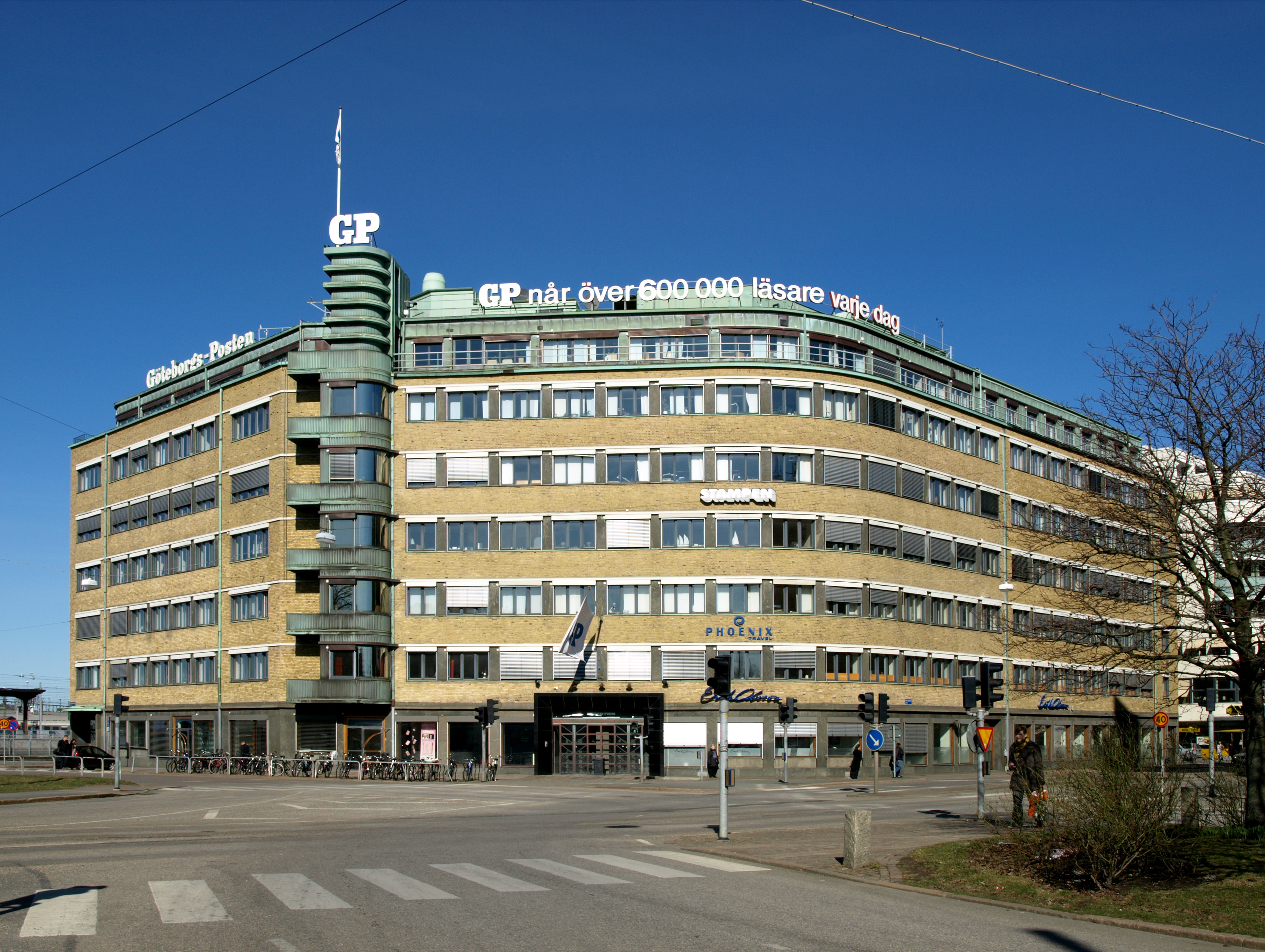
Huvudredaktionen för Göteborgs-Posten, belägen vid Polhemsplatsen i Göteborg.

Den 22 september 1972, köpte GP Göteborgs-Tidningen. Lars Hjörne avgick som chefredaktör 1989 och istället tillträdde Pär-Arne Jigenius. Han efterträddes redan 1992 av Per Nordangård som året därpå efterträddes på posten av Peter Hjörne, det vill säga Lars Hjörnes son.
År 1995 lanserades GP på Internet, och år 2004 gick Göteborgs-Posten slutligen helt över till tabloidformat, efter att stegvis ha infört detta på olika delar och bilagor.
Göteborgs-Posten har under 2000-talet utvecklats till mediakoncernen Stampengruppen. Genom aggressiv förvärvsexpansion fick koncernen spridning längs hela den svenska Västkusten och i stora delar av Mälardalen. Det första steget skedde när Stampen år 2004 tillsammans med Nya Lidköpings-Tidningen, Länsförsäkringar Bergslagen och delar av släkten Pers lade ett bud på börsnoterade VLT-koncernen.
Ett Stampen-lett konsortium köpte hösten 2005 Centertidningar. Den affären följdes under våren 2007 av en stor omstrukturering av svensk landsortsmedia, som tidigare kännetecknats av ett betydande korsägande mellan liberala tidningar. Omstruktureringen innebar att Stampen fick majoritetskontroll över VLT-koncernen och Nerikes Allehanda-koncernen i Mälardalen samt Bohusläningen, Strömstads Tidning, TTELA, Hallands Nyheter och Hallandsposten på Västkusten.
Under 2014 samlade moderbolaget Stampen sina västsvenska redaktioner i bolaget Stampen Lokala Medier. Där ingår förutom GP även Bohusläningen, TTELA, Strömstad Tidning, Hallandsposten och Hallands Nyheter. Syftet var att nå samordningsvinster och genomföra besparingar genom att bland annat dela material mellan redaktionerna.
Göteborgs-Posten startade i maj 2007 webb-TV-satsningen GP TV.
GP+ lanserades den 24 mars 2011, som betaltjänst via internet och mobil.
Under sommaren 2014 bantades GP från tre till två delar på grund av de ekonomiska problem tidningen dragits med.
Den 23 maj 2016 ansökte moderbolaget Stampen om företagsrekonstruktion i 16 svenska tingsrätter, där koncernen har sin verksamhet. Som bakgrund till Stampens kollapsade ekonomi anser flera bedömare satsningen i inledningen av 2000-talet, där Stampenkoncernens dåvarande ledning med Tomas Brunegård och Peter Hjörne i spetsen köpte upp mängder av tidningar, och även andra företag, med lånade pengar.
Under hösten kunde rekonstruktionen avslutas efter att skuldnedskrivning genom offentligt ackord fastställts och vunnit laga kraft. Därefter kunde ett flerårigt bankavtal tecknas och en nyemission genomföras i slutet av december. Genom den blev bland andra göteborgsbaserade Ernström & C:o, Stena Finans och Provobis Holding nya delägare i Stampen AB.
I februari 2017 redovisade mediekoncernen ett rörelseresultat på 63 miljoner kronor och en vinst på 10 miljoner kronor för 2016.
Våren 2017 fanns 60 tjänster på Göteborgs-Postens redaktion, fem år tidigare hade det varit 187 stycken.
År 2019 köptes Stampen media av norska Polaris Media, tillsammans med svenska NWT Gruppen och VK-Media. Under de följande fem åren, fram till 2024 ökade antalet digitala läsare av GP med 166 %.

## Chefredaktörer
- 1859–1863 – Karl Lidberg[25]
- 1863–1869 – David Felix Bonnier[26]
- 1870–1872 – Otto Thulin[26]
- 1873–1893 – Fredrik Åkerblom[26]
- 1893–1896 – Carl Axel Stål[26]
- 1896–1904 – Axel Valfrid Södergren[27]
- 1904–1926 – Edvard Alkman[28]
- 1926–1969 – Harry Hjörne[28]
- 1969–1989 – Lars Hjörne
- 1989–1993 – Pär-Arne Jigenius och Per Nordangård
- 1993–2001 – Peter Hjörne
- 2001–2012 – Jonathan Falck
- 2012–2017 – Cecilia Krönlein[29]
- 2017– Christofer Ahlqvist[29]

## Delar och bilagor
- GP Söndag är en söndagsutgåva av Göteborgs-Posten.
- GP Fredag och Lördag
- GP:s veckovis återkommande bilagor är Två Dagar (lördag), TV-tider (söndag) samt Ekonomi & Karriär (söndag).

## I litteraturen
Tidningen skildras i satirform i Anderz Harnings roman Tidningslorden, utgiven år 1977.

## Övrigt
- Så gott som dagligen sedan 27 december 1972 har komikern, serievetaren och göteborgsvitsaren Sture Hegerfors ritat sin P.S.-ruta på sista sidan av del tre. Från den 6 februari 2002 finns P.S. även på GP:s webbplats.[30]

- Tidningen har tidigare delat ut Göteborgs-Postens litteraturpris, Stora Sportpriset samt anordnat musiktävlingen GP Scen.